# Тойкинское сельское поселение (Пермский край)
Тойкинское сельское поселение — упразднённое муниципальное образование в составе Большесосновского района Пермского края.
Административный центр — село Тойкино.
Существовало с 19 декабря 2004 года по 14 мая 2021 года Большесосновский муниципальный район, упразднено в связи с преобразованием муниципального района в муниципальный округ.

## История
Границы и статус Тойкинского сельского поселения установлены 9 декабря 2004 года.

## Население
| 2010 | 2012 | 2013 | 2014 | 2015 | 2016 | 2017 |
| ---- | ---- | ---- | ---- | ---- | ---- | ---- |
| 691  | ↘667 | ↘624 | ↘599 | ↘588 | ↘567 | ↘541 |
| 2018 | 2019 | 2020 | 2021 |      |      |      |
| ↘527 | ↘500 | ↘487 | ↘485 |      |      |      |

## Населённые пункты
В состав поселения входили 8 населённых пунктов:
- с. Тойкино
- д. Верх-Потка
- д. Гладкий Мыс
- пос. Красные Горки
- д. Кукушкино
- д. Пичуги
- д. Развилы
- пос. Ясная Поляна